# Урбан II
Папа Урбан II е римски папа в периода от 12 март 1088 г. до 29 юли 1099 г. Той е най-известен като инициатор и вдъхновител на първия кръстоносен поход. Урбан II свиква исторически църковен събор през 1095 г. в гр. Клермон (Франция). Там той призовава екзалтираната тълпа на поход към Светите земи, като обещава на последвалите го поклонници опрощение на греховете. Речта му е посрещната с голямо религиозно въодушевление във френските и немските земи. Урбан II умира 14 дни след превземането на Йерусалим, но преди тази новина да достигне Италия. Негов наследник на папския престол е Паскал II.

## Биография
Бъдещият папа се ражда под светското име Йод (или Ото в немското му произношение – Eudes или Odon de Châtillon ) най-вероятно в град Шатийон на река Марна, в територията на съвременна Франция. Съществуват източници, цитиращи светското му презиме като de Lagery поради съмненията, че селището Лажери е неговото месторождение. Йод от Шатийон следва в Реймс, където е ученик на свети Бруно. По-късно бъдещият папа вече е абат на Клюни, след това и епископ на Остия в Италия.